# سايمور جي. ستيرنبيرغ
سايمور جي. ستيرنبيرغ (بالإنجليزية: Seymour G. Sternberg)‏ هو شخصية أعمال أمريكي، ولد في 24 يونيو 1943 في نيويورك في الولايات المتحدة.

## وصلات خارجية
- سايمور جي. ستيرنبيرغ على موقع إن إن دي بي (الإنجليزية)